# Espace des mondes polaires
L'Espace des mondes polaires est un complexe culturel et sportif dédié à la découverte et à la connaissance des régions polaires, arctique et antarctique, situé sur la commune de Prémanon dans le Jura.

## Historique
Historiquement, le musée Paul-Émile-Victor de Prémanon est créé en 1987-1988 dans cette commune — qui  est l'un des quatre villages de la station des Rousses — par Pierre Marc — avec le soutien de l'explorateur Paul-Émile Victor qui a passé son enfance dans le Jura. Il est consacré à l'exploration des régions polaires et inauguré en 1989.
Dès 2003, une réflexion s'engage à l'initiative de Jean-Christophe Victor, fils ainé de l'explorateur, et de Stéphane Niveau pour réfléchir à la création d'une structure plus importante, associant à un nouveau musée des mondes polaires la patinoire du Haut-Jura située à proximité.
Le chantier de construction démarre en 2013 par la démolition d'un bowling qui s'achève en juin 2014. La patinoire ferme ses portes en avril 2014 pour rénovation.
La construction des nouveaux espaces débute en septembre 2014 et s'étale sur l'année 2015. La première pierre est posée le 12 juin 2015. Le 2 juillet 2015, un incendie accidentel endommage la structure de la salle polyvalente et détruit en totalité sa toiture,. Le gros œuvre est terminé en octobre 2015.
L'année 2016 est consacrée à la finition des espaces intérieurs.
L'espace des mondes polaires ouvre au public le 19 février 2017,,.

## Projet architectural
Le projet, conçu par le cabinet d'architectes Reichardt & Ferreux de Lons-le-Saunier et porté par la Communauté de communes de la Station des Rousses, et s'appuie sur un comité scientifique qui regroupe notamment Marie-Françoise André, Michel Campy, Madeleine Griselin, Yvon Le Maho, Claude Lorius, Jean-Christophe Victor.
La structure comprend sur 5 000 m2 :
- un musée sur les mondes polaires (Arctique et Antarctique)
- une Patinoire de l'Espace des mondes polaires
- une salle polyvalente
- un auditorium de 80 places
- un restaurant
- une boutique
- une salle hors-sac
- une annexe de l'office du tourisme
- un jardin paysager

### Structure du bâtiment
Les choix architecturaux visent à l'autonomie énergétique du bâtiment. Leur mise en œuvre repose sur :
- l'enterrement de la structure à 60% dans le sol pour minimiser les pertes de parois et augmenter l'inertie thermique ;
- la réutilisation de 80% des calories dégagées par la production de la glace de la patinoire complété par 15 forages géothermiques ;
- l'utilisation de puits de lumière pour éclairer certains espaces intérieurs.

Ceci est complété par un captage photovoltaïque et une cuve de 30 m3 pour collecter l’eau de pluie.

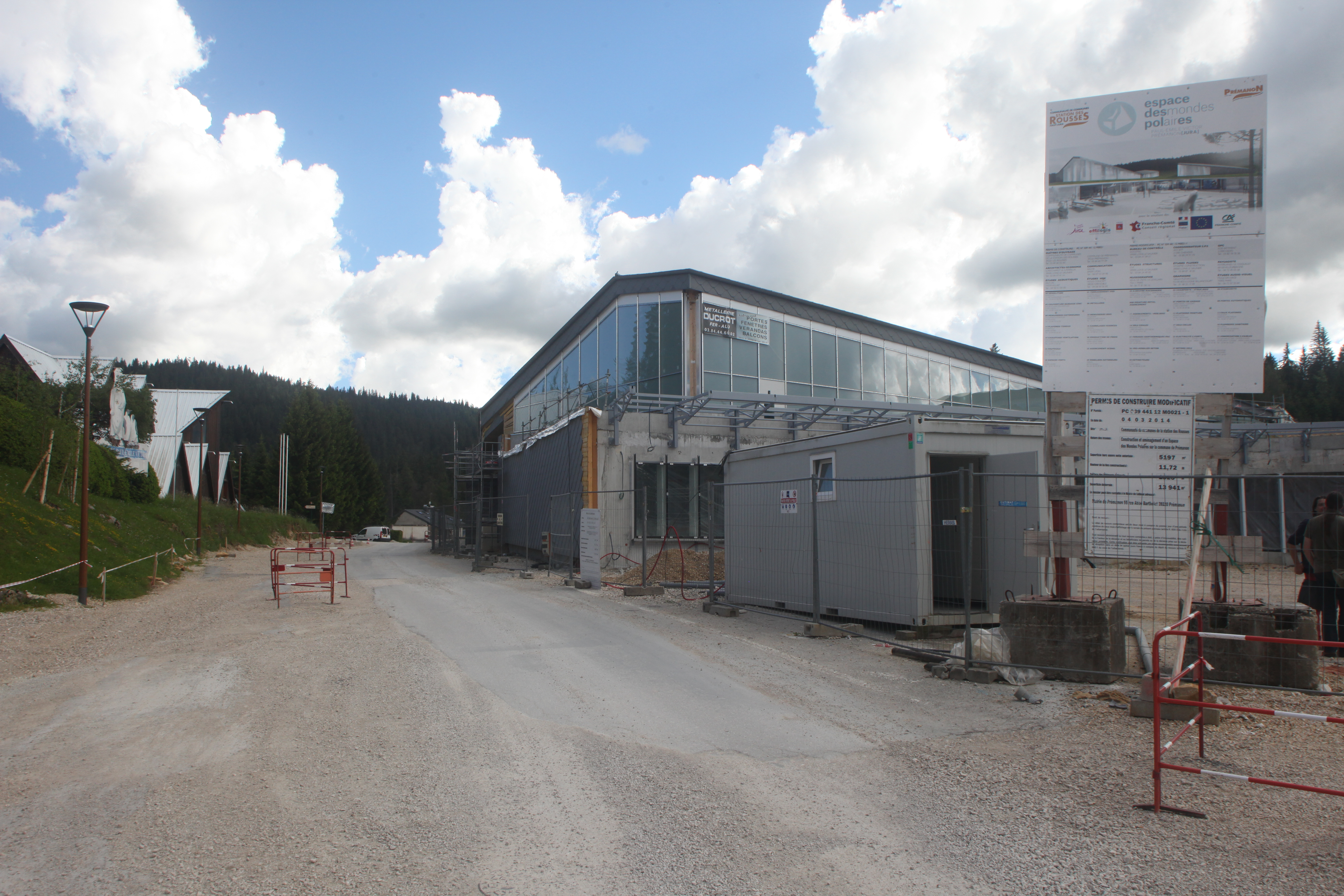
Façade côté rue
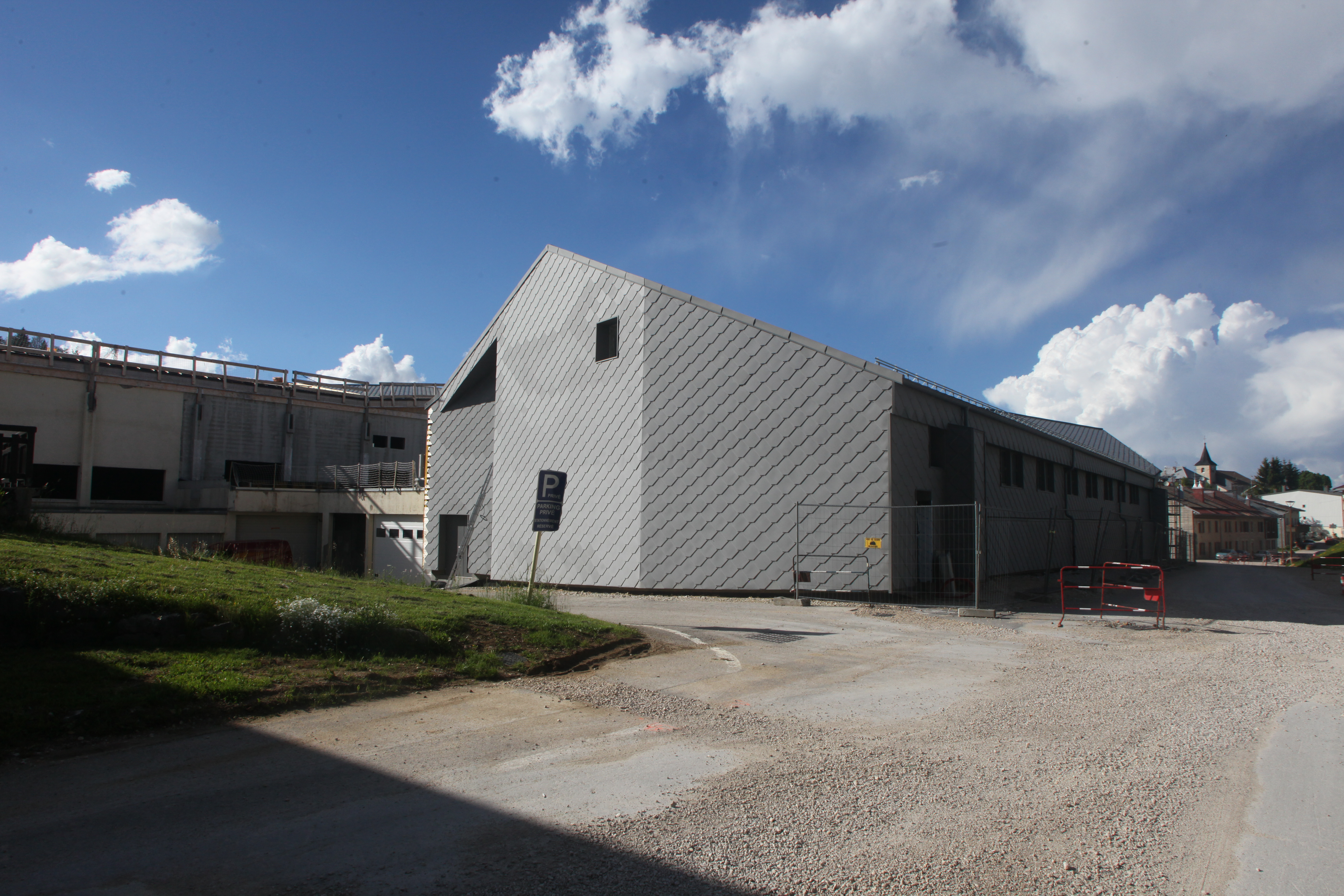
Arrière de la patinoire
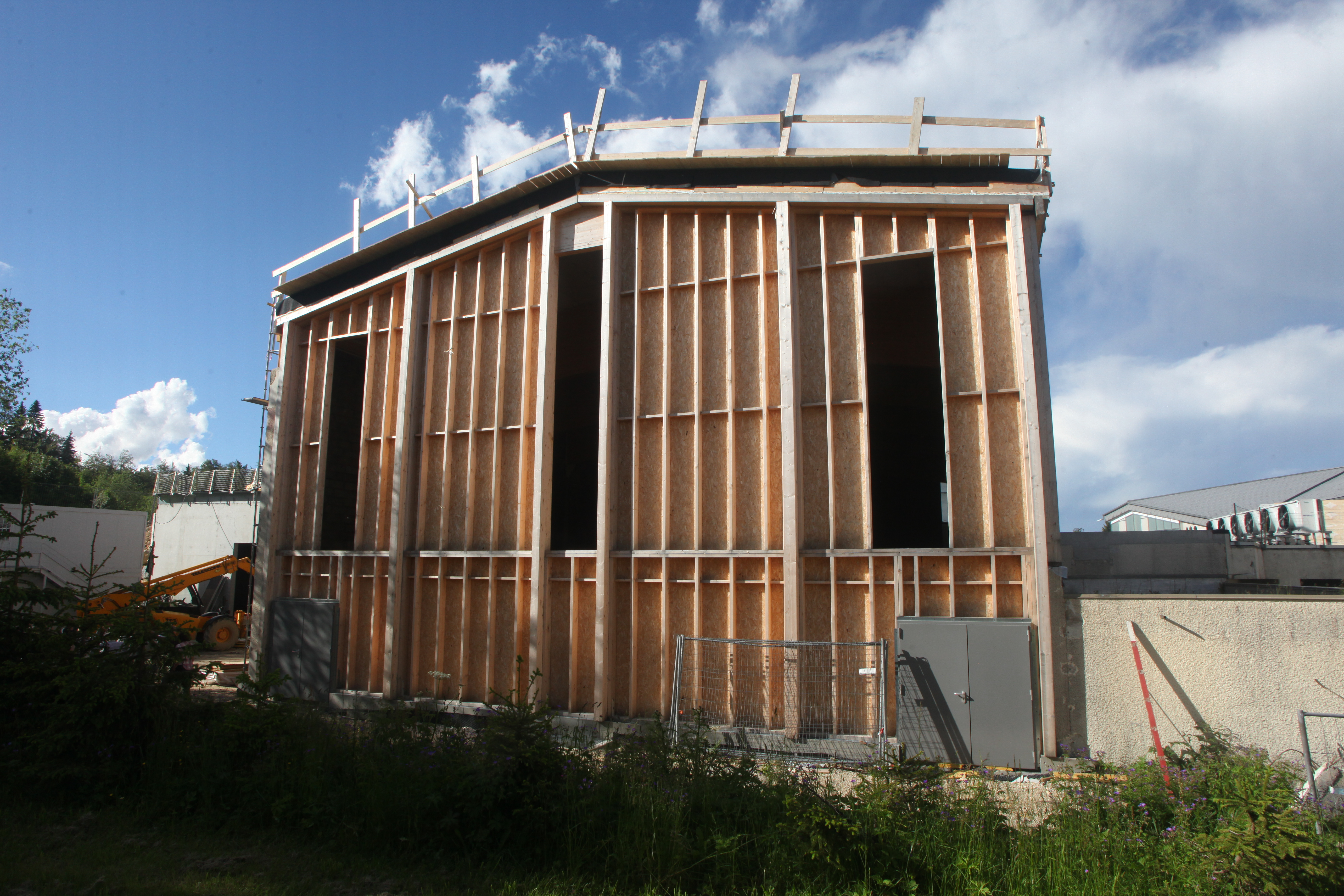
Salle polyvalente en rénovation
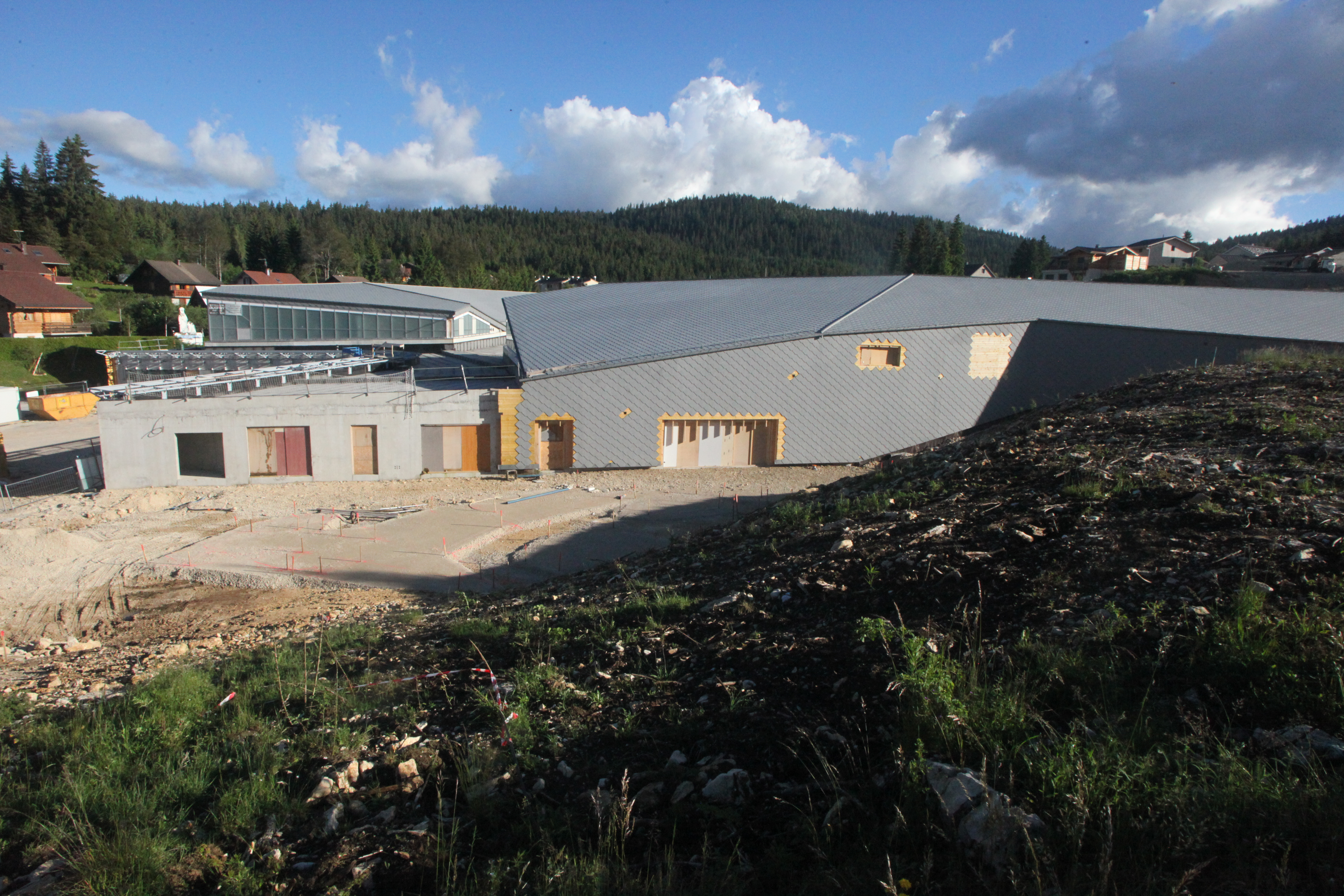
Façade ouest en chantier
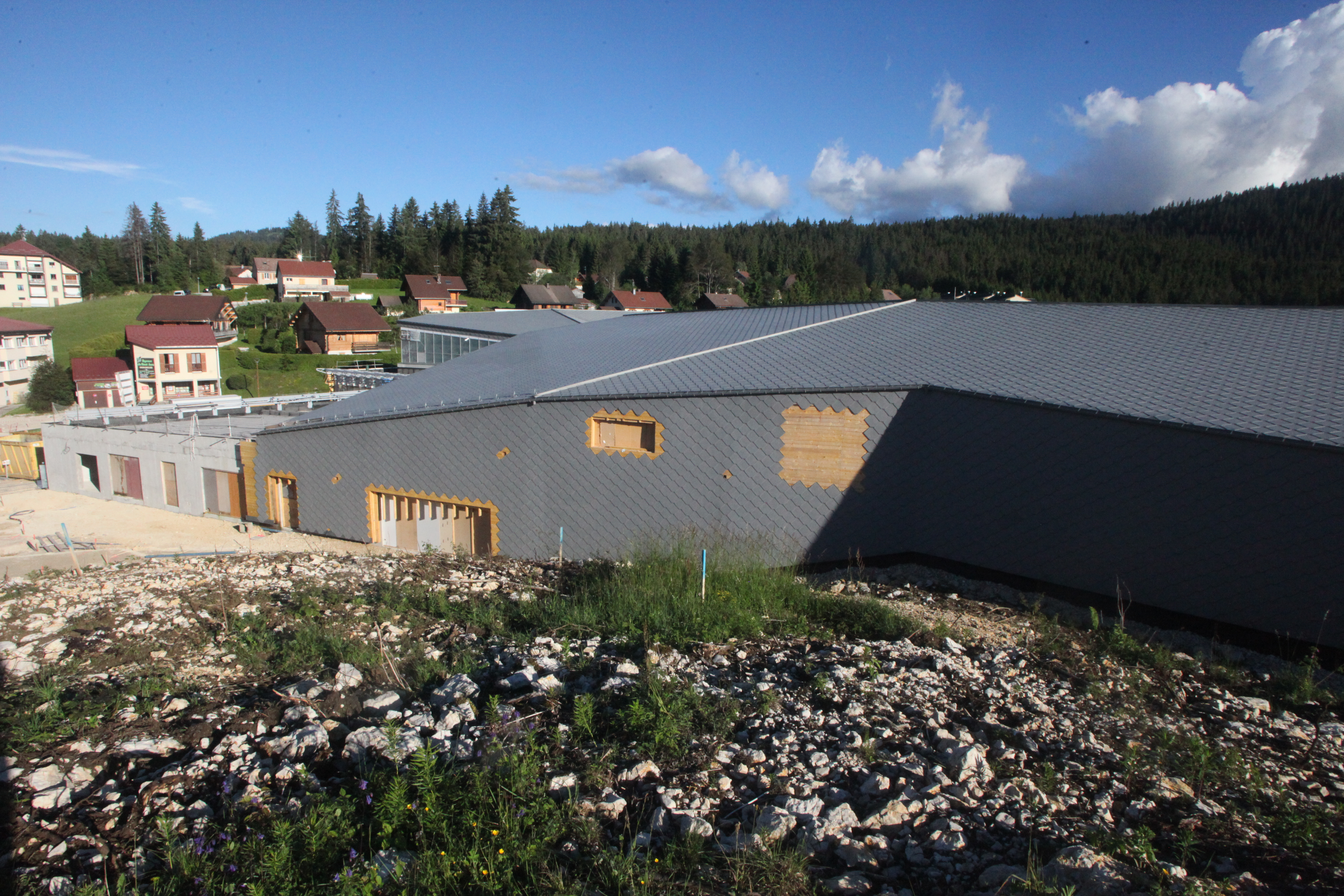
Façade ouest en chantier

## Un complexe sportif et culturel

### Un musée
L’Espace des mondes polaires n’aurait pas existé sans Paul-Émile Victor. D’origine jurassienne, le célèbre explorateur français avait su anticiper les mutations brutales qui s’apprêtaient à frapper les pôles Nord et Sud dès les années 1970.
Face aux questions, aux enjeux et aux défis d’aujourd’hui, le musée de l’Espace des Mondes Polaires donne la parole aux explorateurs, aux scientifiques et aux artistes contemporains pour apporter leur part de connaissance, de rêve et d’imaginaire sur ces régions. Autant d’éclairages pour mieux comprendre les enjeux humains, environnementaux et économiques liés à l’équilibre de la planète, en nous interpellant par exemple sur l’avenir de l’ours polaire dans son milieu naturel ou celui des peuples Inuits.

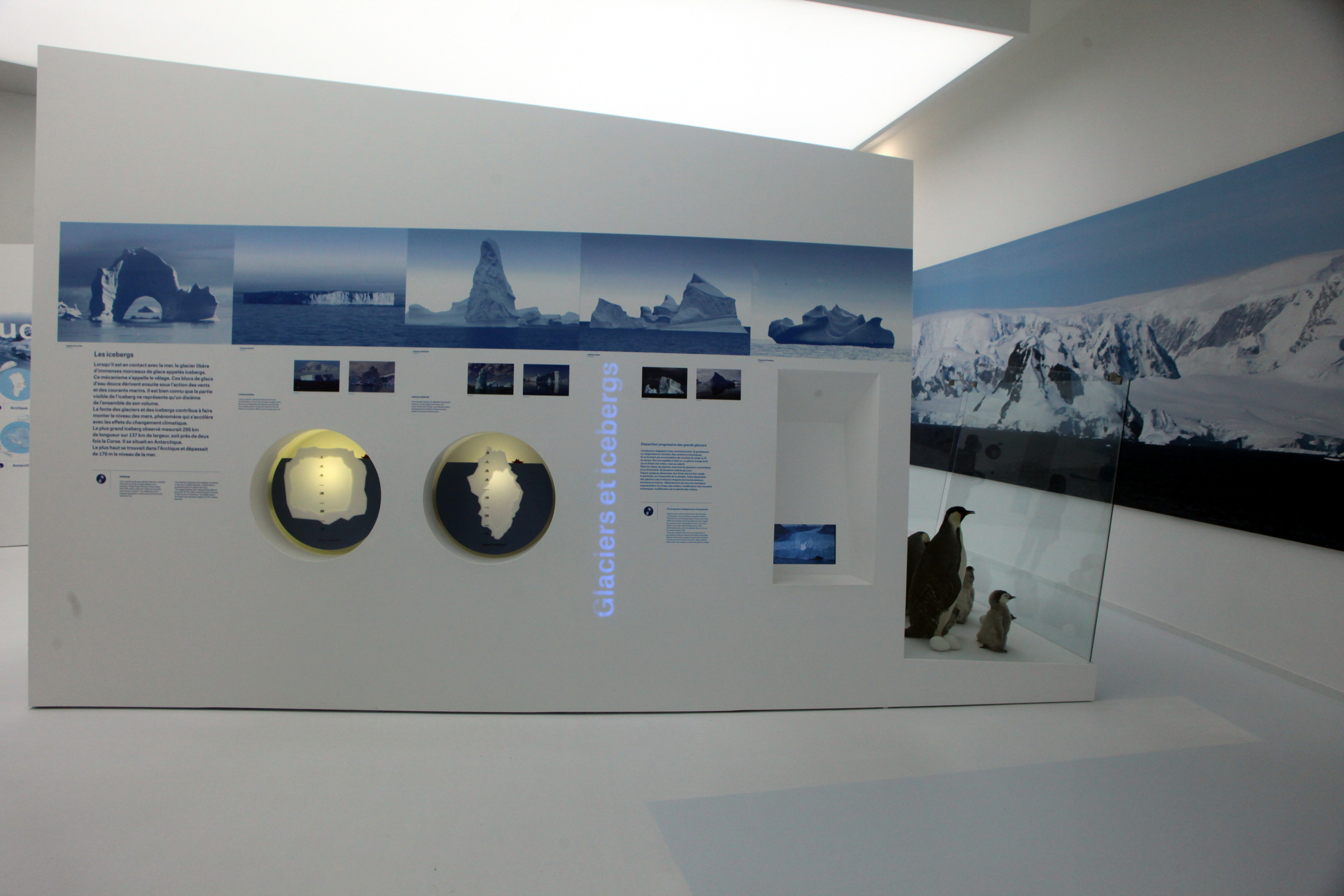
Glace de terre et glace de mer
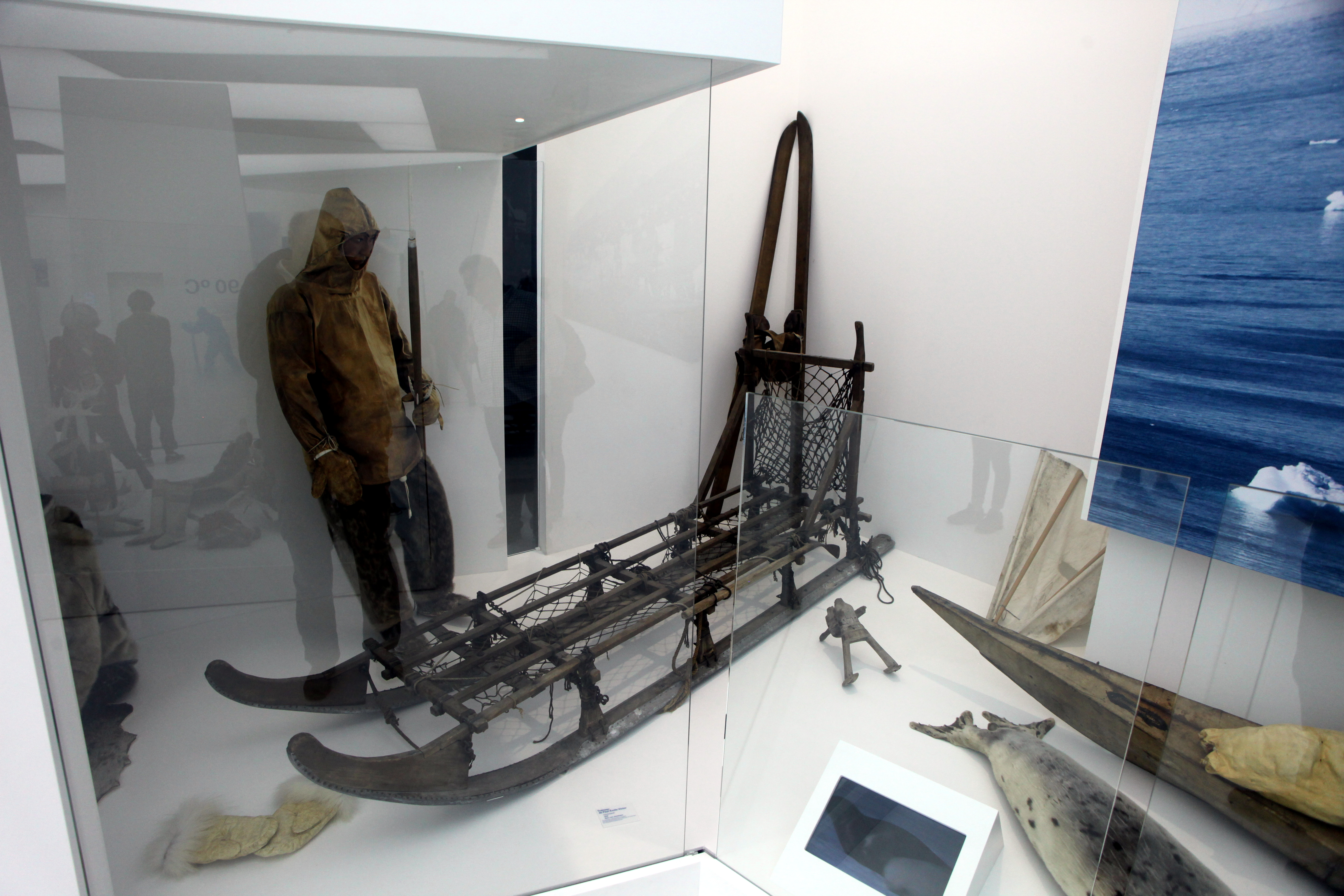
Les peuples de l'Arctique
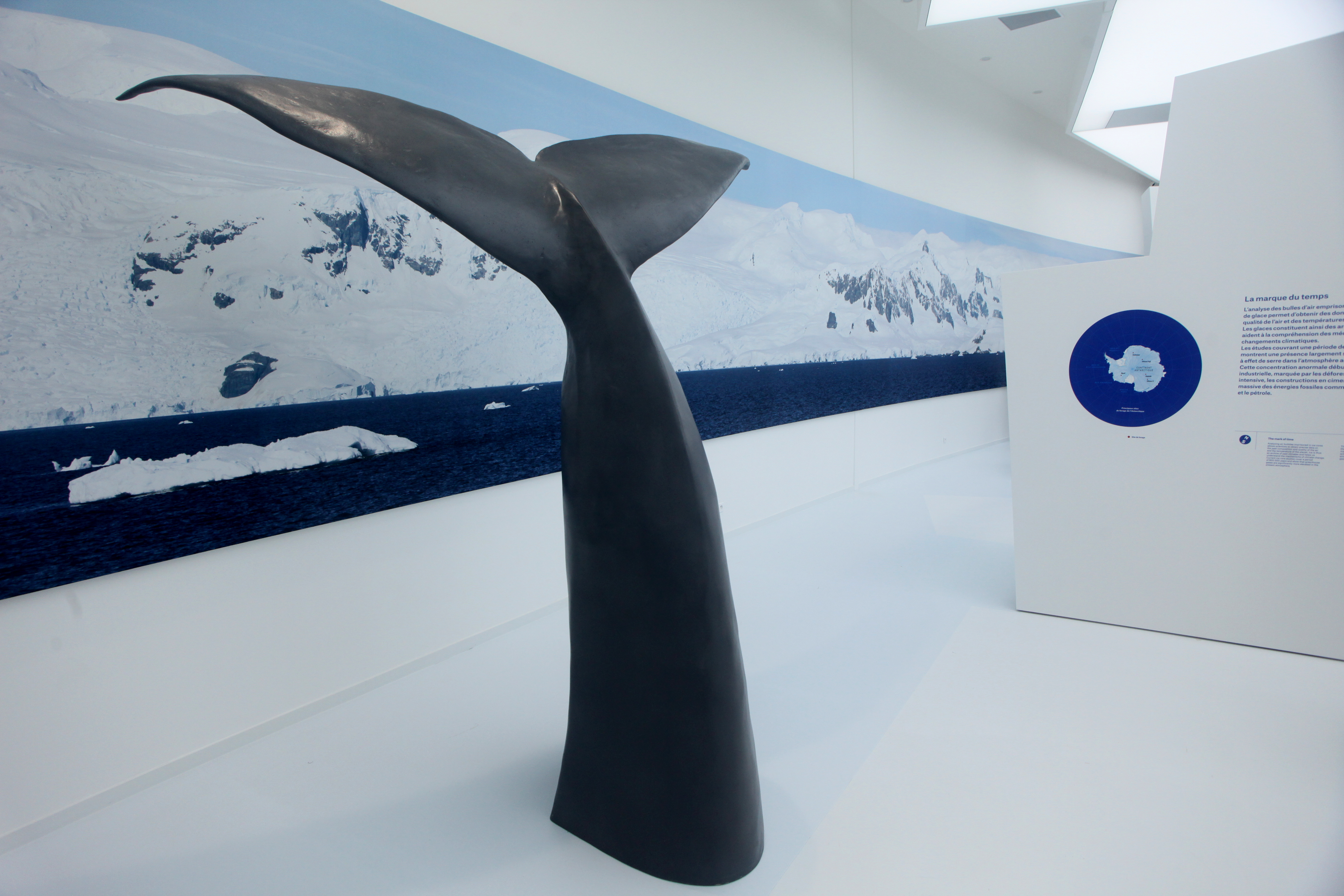
Queue de baleine en Antarctique
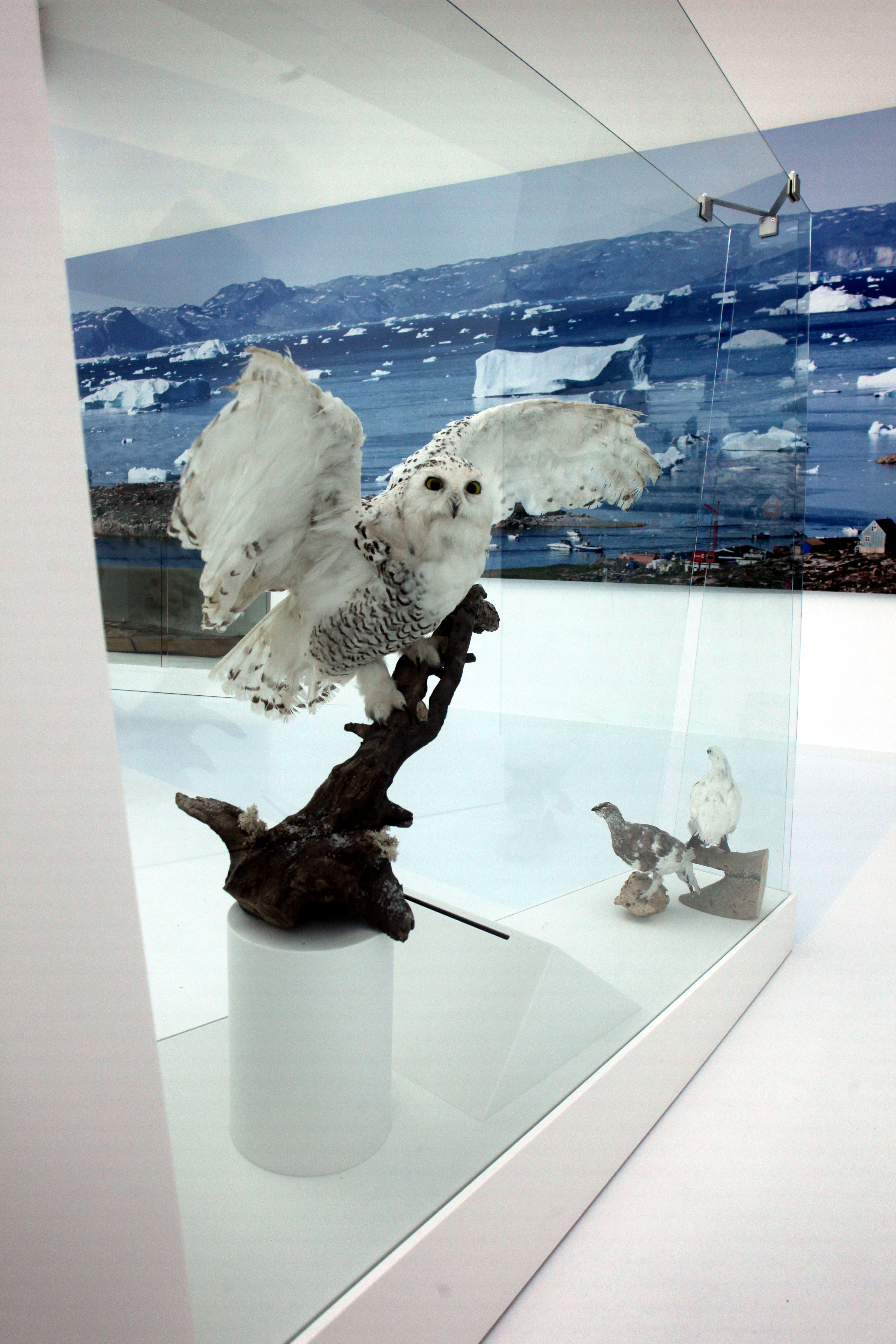
Harfang des neiges

### Une patinoire
La patinoire de l’Espace des mondes polaires est un espace ludique et de loisirs qui restitue dans sa scénographie l’atmosphère majestueuse et épurée de la banquise. Projections de films polaires et ambiances lumineuses évoquant les aurores boréales de l’Arctique donnent l’impression de vivre une véritable expédition sur la glace.

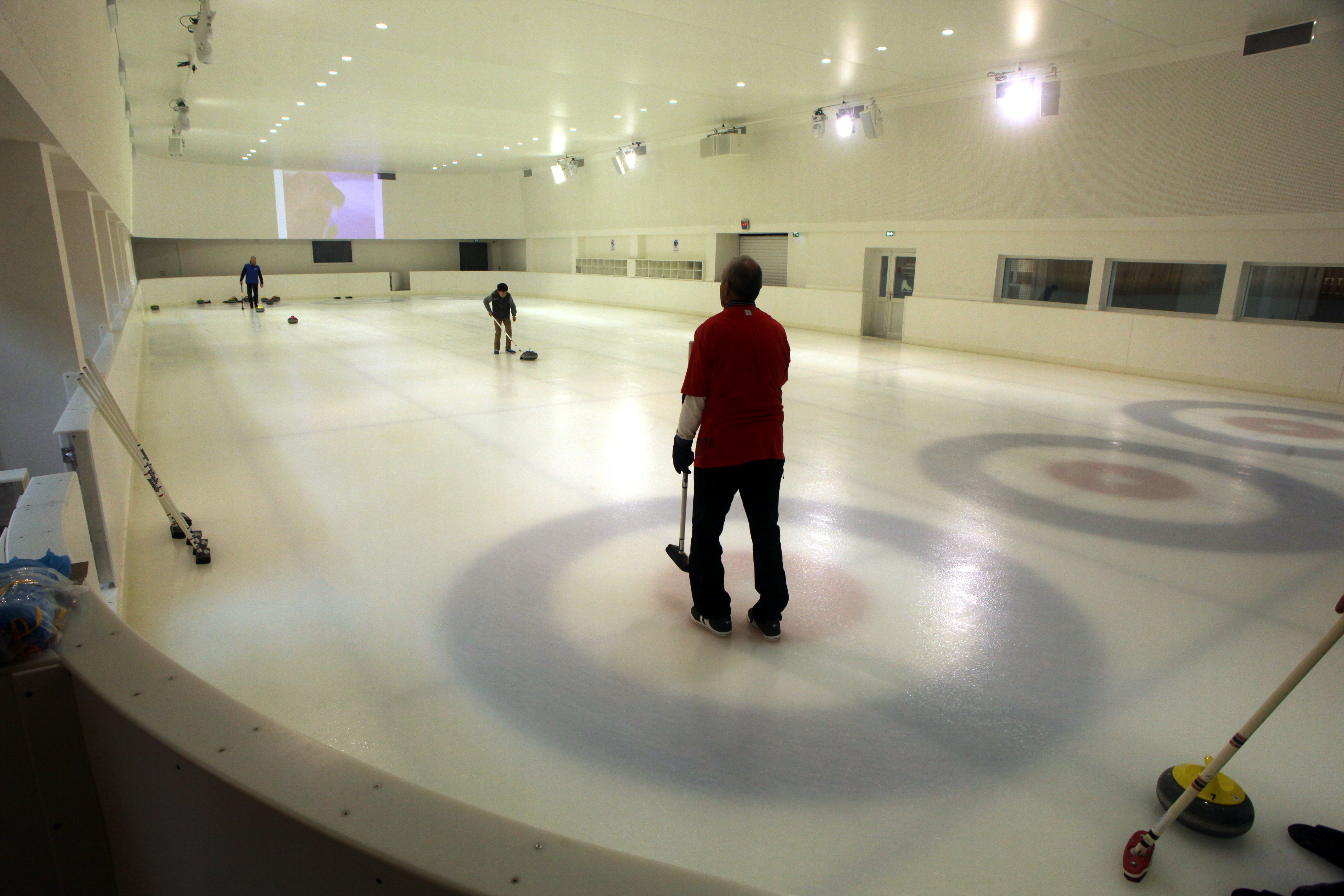
Initiation au curling

## Galerie photos

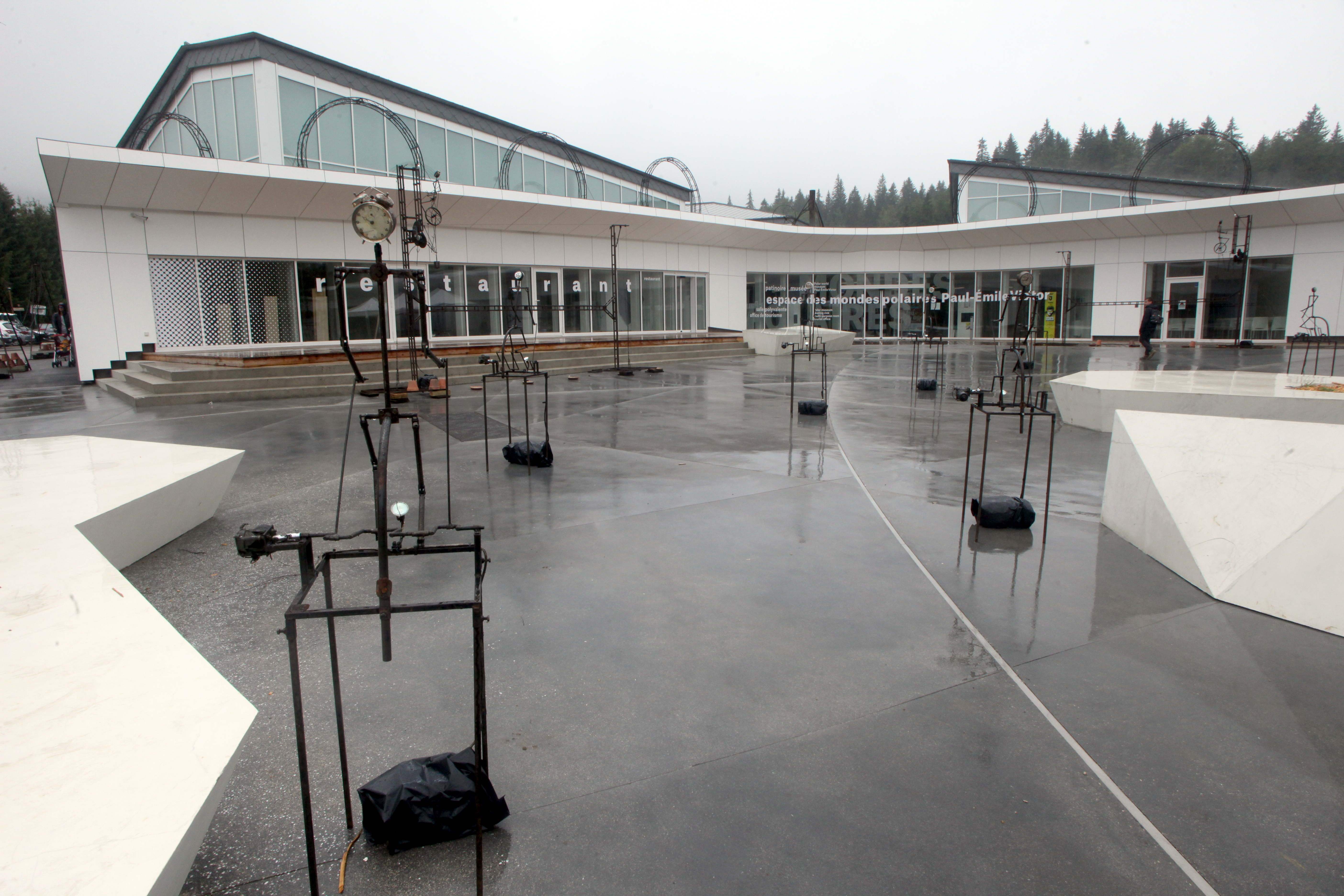
Parvis
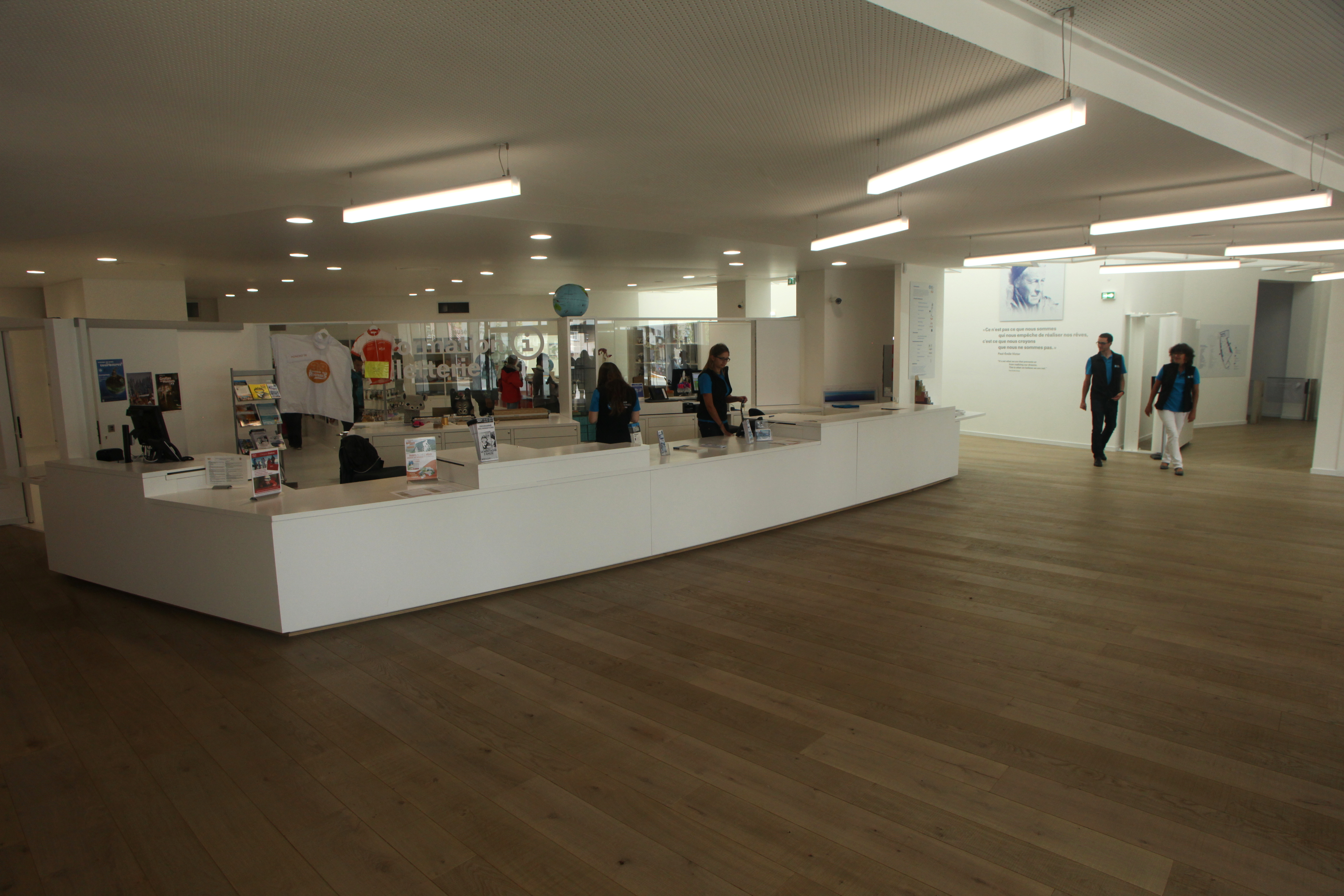
Accueil
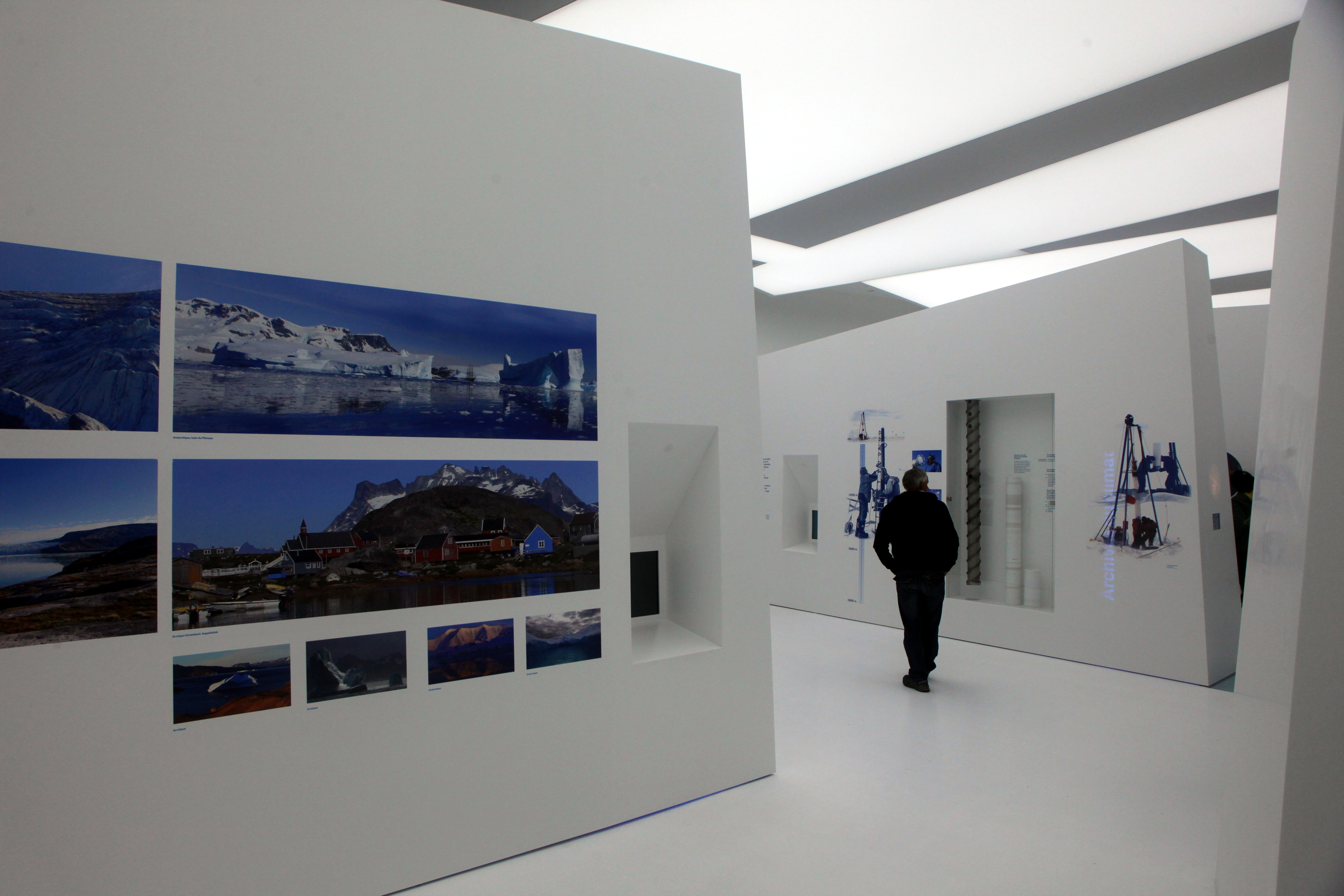
Musée
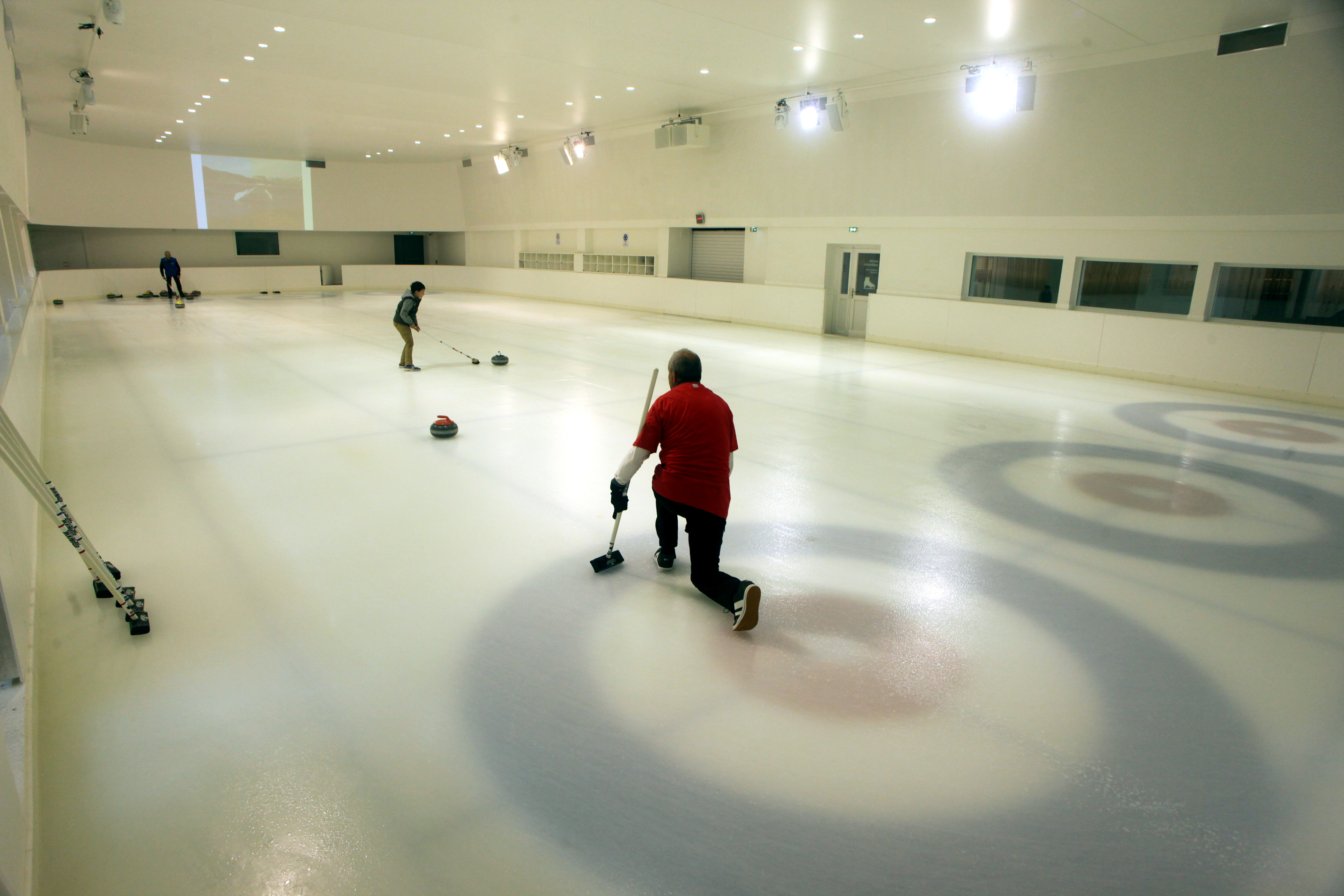
Patinoire
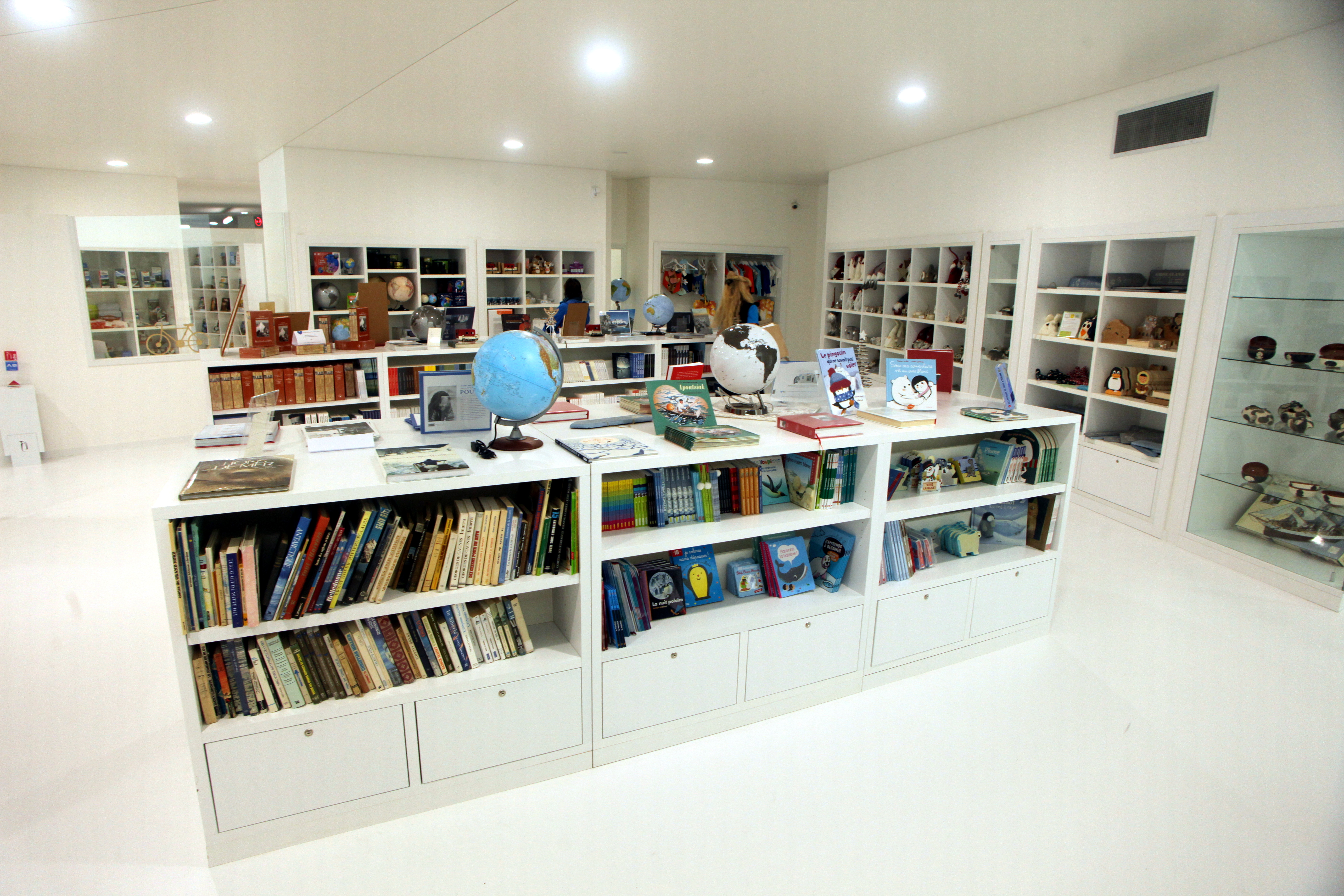
Librairie-boutique
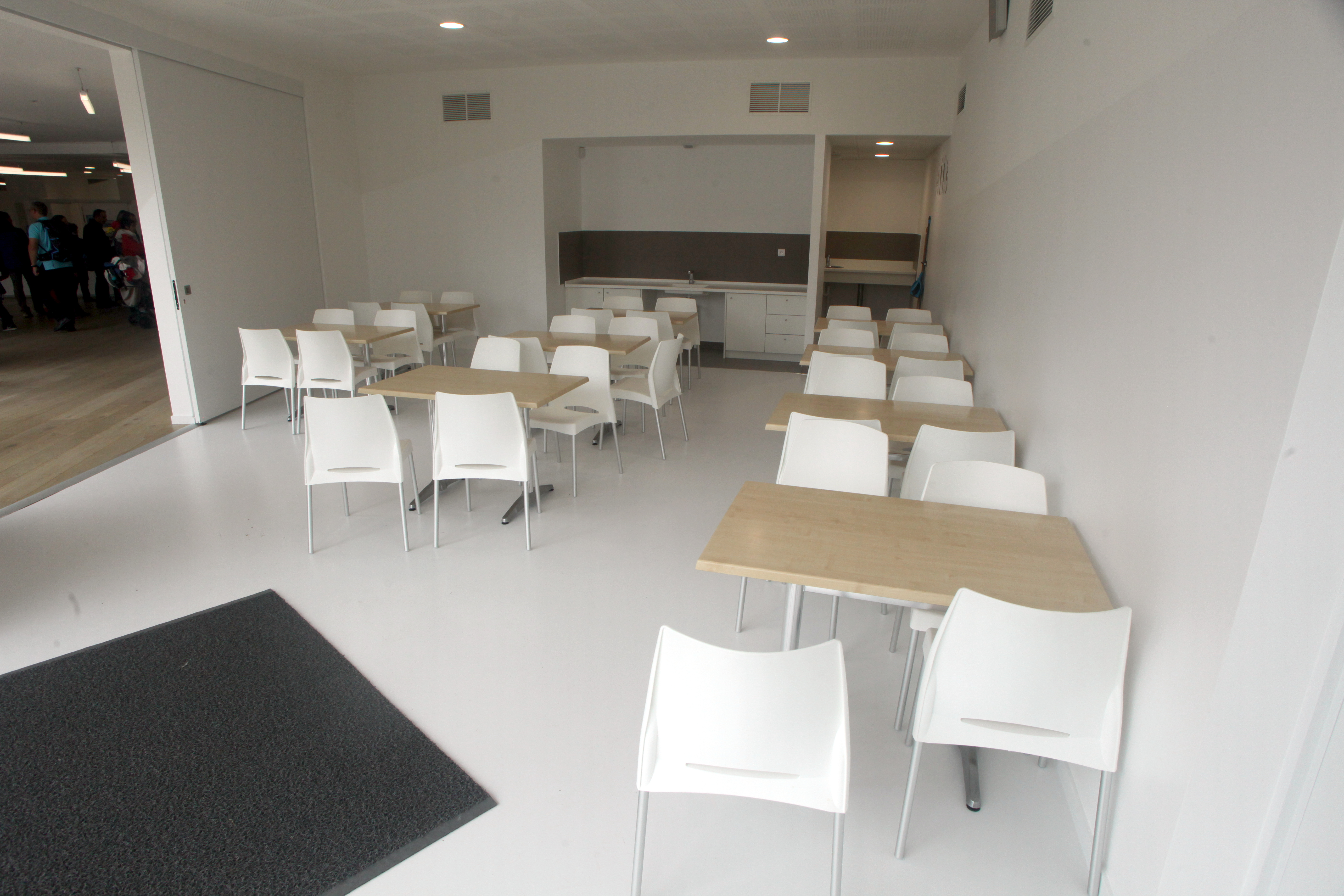
Salle hors-sac